# Quefrenza
La quefrenza è l'unità di misura usata per la variabile indipendente del cepstrum. Si esprime in secondi e si utilizza per riconoscere i periodi (e relativo pitch) delle componenti armoniche di un segnale vocale. 
Nella zona relativa a quefrenza zero è contenuta l'energia del segnale voce.